# William H. Easton
William Heyden Easton (* 14. Januar 1916 in Indiana; † 7. Juli 1996 in Westlake Village, Los Angeles) war ein US-amerikanischer Geologe und Paläontologe. Er war Professor für Geologie an der University of Southern California.
Easton studierte Geologie an der George Washington University mit dem Master-Abschluss und wurde an der University of Chicago promoviert. Danach war er beim Illinois Geological Survey und nach Dienst in der US Navy im Zweiten Weltkrieg ab 1946 Assistant Professor, 1948 Associate Professor und 1951 Professor an der University of Southern California. 1964 bis 1967 stand er seiner Fakultät vor. 1981 ging er in den Ruhestand, war aber 1986/87 nochmals Lehrstuhlvertreter.
Er war Experte für fossile Korallen aus dem Karbon. Er veröffentlichte auch über Ingenieurgeologie (Erdrutsche u. a.), Höhlenkunde, Meeresspiegelschwankungen, rezente Korallenriffe.
1970 war er Präsident der Paleontological Society und er war Fellow der Geological Society of America. Er war Guggenheim Fellow.  Er hatte vielseitige Interessen und war 1975/76 auch Interims-Leiter der Romanistik an seiner Universität.

## Schriften
- Invertebrate paleontology, Harper 1960